# Olbiogaster marinonii
Olbiogaster marinonii är en tvåvingeart som beskrevs av Tozoni 1993. Olbiogaster marinonii ingår i släktet Olbiogaster och familjen fönstermyggor. Inga underarter finns listade i Catalogue of Life.